# Шайморданов, Марат Рафитович
Марат Рафитович Шайморданов (род. 14 апреля 1992, Челябинск) — российский футболист, полузащитник. Мастер спорта России.

## Карьера
Отец — футболист, играл в первенствах области и города. С шести лет начал заниматься в городской СДЮШОР № 3. В шестнадцать лет оказался в дубле ФК «Челябинск». Провёл за клуб три сезона, затем год отыграл в составе в ФК «Тюмень», после чего вернулся в Челябинск.
В сезоне 2016/2017 забил 10 голов, став лучшим бомбардиром клуба, после чего перешёл в клуб ФНЛ «Шинник». 18 апреля 2018 года сыграл в полуфинале Кубка России.